# Valentin Cojocaru
Valentin Alexandru Cojocaru (Boekarest, 1 oktober 1995) is een Roemeens voetballer die als doelman speelt. Hij verruilde SK Dnipro-1 medio 2022 voor Oud-Heverlee Leuven. Hij is een zoon van oud-scheidsrechter Ispas Cojocaru.

## Clubcarrière
Cojocaru werd geboren in de Roemeense hoofdstad Boekarest en speelde in de jeugd voor Dinamo Boekarest en Steaua Boekarest. Op 7 mei 2013 debuteerde de doelman in de Liga 1 tegen Gloria Bistrița. In zijn debuutseizoen speelde hij drie competitieduels. Het seizoen erop speelde de Cojocaru zeven competitiewedstrijden. Hij wist echter geen basisplaats af te dwingen en werd eerst verhuurd aan het Italiaanse FC Crotone uit de Serie A en vervolgens aan Frosinone uit de Serie B. Bij beide clubs kwam hij ook niet aan bod. In 2017 liep zijn contract bij Steaua af en ging hij naar het Cypriotische Apollon Limassol. Na een half jaar zonder inzet werd zijn contract ontbonden.
Bij Viitorul Constanța wist Cojocaru in 2018 een basisplaats te krijgen. Die hield hij ook het seizoen daarna maar moest in de laatste wedstrijden van het seizoen zijn plaats afstaan. Nadat hij het seizoen 2019/20 op de bank begon, werd hij begin 2020 verhuurd aan FC Voluntari waar hij wel eerste doelman werd. In het seizoen 2020/21 was hij wederom de vaste doelman bij Viitorul. Medio 2021 ging Cojocaru naar het Oekraïense SC Dnipro-1 waar hij de eerste doelman werd. Op 18 maart 2022 werd hij tot het einde van het seizoen verhuurd aan Feyenoord dat door een blessure bij Justin Bijlow acuut een doelman zocht. Cojocaru kon de overstap maken vanwege een uitzonderingsregel die spelers onder contract bij Oekraïense clubs de mogelijkheid gaf tussentijds en tot 30 juni een transfer te maken vanwege de Russische invasie van Oekraïne.

## Interlandcarrière
Cojocaru debuteerde in 2014 voor Roemenië –21. Eerder kwam hij uit voor Roemenië –19, waarvoor hij zeven interlands afwerkte.

## Erelijst
Steaua Boekarest
- Liga 1: 2012/13, 2013/14, 2014/15
- Cupa României: 2014/15
- Supercupa României: 2013
- Cupa Ligii: 2014/15, 2015/16

Viitorul Constanța
- Cupa României: 2018/19
- Supercupa României: 2019